# Kaiser József
Kaiser József (Dorog, 1947. július 10. – Esztergom, 2004. június 28.) sportvezető, sportszervező, a Dorogi FC Örökös Tagja.

## Életpályája
1964 és 1969 között a Dorogi Bányagépgyárban dolgozott, majd 1970-től haláláig a Dorogi FC alkalmazásában állt sportvezető és sportszervezőként. Az utánpótlás szakágvezetője volt. Valamennyi utánpótlás csapattal kapcsolatos adminisztratív munkákat, versenyszervezést, valamint utaztatás és étkeztetés szervezését is bonyolította. A klubot népszerűsítő kiadványok, sportereklyék tervezésével és azok kiadásával is foglalkozott. Hatáskörébe tartozott az egyesület tradícióival, a hagyományápolás és a teremtéssel kapcsolatos foglalatosságok. A szurkolók koordinátora is volt. Segítette a külön buszok rendelését és a szállásfoglalásokat.
Kiváló kommunikációs készségét kamatoztatva rengeteg gyümölcsöző kapcsolatot épített ki az egyesület számára. Hatalmas országos ismerős- és baráti hálózatot hozott létre, amely sok előnnyel járt a klub életében. Nemes gesztusként egyik indítványozója volt a szervezett formában érkező vendégszurkolók díjmentes beengedésének, illetve tiszteletjegyek szétosztása a mérkőzésekre. Segédkezett a Dorogi Sportmúzeum megvalósításában. A több, mint három évtized alatt volt ügyvezető és a klub megbízott elnöke is. Kiváló munkáját az OTSH jutalommal ismerte el 1989-ben, 2001-ben pedig átvehette a Dorogi FC Örökös Tagja címet.
Közvetlen és vidám természete által Dorogon, országszerte, de még a határokon túl is nagy népszerűségnek és tiszteletnek örvendhetett. Korai halálát az alsó végtagon egy elmérgesedő fekély talaján kialakult súlyos szepszis okozta. Alig két héttel az 57. születésnapja előtt az esztergomi kórházban érte a halál. Emlékére utánpótlástornát rendeznek minden évben, amely a Kaiser József Emléktorna elnevezést kapta.

## Érdekesség
Testvére Kaiser Karola, válogatott kézilabdázó volt.